# 3411 Debetencourt
A 3411 Debetencourt (ideiglenes jelöléssel 1980 LK) a Naprendszer kisbolygóövében található aszteroida. Henri Debehogne fedezte fel 1980. június 2-án.